# 경행기
《경행기》(經行記)는 중국 당(唐)나라의 두환(杜環)이 지술한 견문 기록이다.
두환은 당 현종(玄宗) 천보(天寶) 10년(751년) 7월, 당의 우우림대장군(右羽林大將軍) 고선지(高仙芝)가 이끈 원정군이 압바스 왕조를 침략했던 탈라스 전투에서 카를룩이 배신하여 압바스 왕조측에 붙으면서 비록 군사력이 강력한 고선지 군대의 공격에 이슬람군은 22만명이나 학살당했지만 이슬람의 거센 저항으로 고선지의 중앙 아시아 정복은 끝내 실패로 돌아가고, 고선지 원정군을 따라 수행하러 같이 왔던 두환이 포로로 끌려갔다. 이후 두환은 유럽과 이슬람을 신나게 모험하면서 열심히 유럽과 이슬람의 내부 사정과 정보, 문화를 책에 담아 기록했는데 대종(代宗) 보응(寶應) 원년(762년)에야 두환은 고국 땅을 밟을수있었다. 상선을 얻어 타고 뱃길로 당 제국의 광주(廣州)로 입성했다. 이후 고국으로 돌아오기까지 두환은 당시 이슬람 종교가 유입되고 있던 중앙아시아, 서아시아 및 지중해 등지를 10년 넘게 떠돌면서 재밌게 모험을 즐겼고, 아프리카의 모로코까지 도달한 최초의 중국인이 되었다. 그는 자신이 머나먼 서쪽에서 떠돌며 재밌게 보고 체험한 것들을 글로 풀어냈다. 마침 그는 《통전》(通典)의 저자로 알려진 두우(杜佑)의 아들뻘이었다. 두우는 그가 엮은 《통전》에서 다음과 같이 기술했다. "족자(族子)인 환은 진서절도사(鎭書節度使) 고선지를 따라 서쪽으로 갔다가, 천보 10년(751년)에 서해에 이르렀고, 보응 초에 장삿배를 따라 광주로 돌아와, 《경행기》를 저술하였다[族子環隨鎭西節度使高仙芝西征, 天寶十載至西海, 寶應初因賈商船舶自廣州而回, 著經行記]."
《경행기》의 원본은 남아 있지 않다. 송나라대에 금나라, 요나라 등과 여러 전쟁을 치르는 중에 실전되었을 가능성이 제기되고 있다. 다만 그의 가문 숙부였던 두우가 저술한 《통전》 권191의 서융 총서(西戎總序), 같은 책 권193의 대식전(大食傳)과 변방전(邊防典) 속에 인용된 형태로 그 일부분이 전해진다.

## 내용
왕궈웨이(王國維)에 의해 교정된 명가정본(明嘉靖本) 《통전》에는 책 속에 인용된 경행기의 원문들을 모아 엮은 《고행기교록》(古行記校錄)이 실려 있다.
《경행기》에는 발한라국(拔汗那國, 페르가나 분지), 강국(康國, 사마르칸트), 사자국(獅子國, 스리랑카), 불름국(拂菻國, 비잔티움 제국), 마린국(摩鄰國, 마그레브), 발살라국(勃薩羅國, 바스라), 대식국(大食國, 아라비아), 대진국(大秦國, 로마 제국), 파사국(波斯國, 페르시아 제국), 석국(石國, 타슈켄트), 쇄엽국(碎葉國, 키르기즈스탄), 말록국(末祿國, 투르크메니스탄), 점국(苫國, 시리아) 등 모두 13개국이 서술되어 있는 등 매우 자세하게 기록되어 있다고 한다.  당나라는 이 두환이 '최초로 서역의 정보와 국토, 문화, 의식주, 종교, 관습, 법, 자원, 지도, 정치, 환경, 경제력, 그리고 내부 사정을 기록한 책'을 얻음으로서 유럽과 이슬람에 대한 정보들을 훤히 파악할 수 있게 되었다. 어떻게보면 두환은 유럽, 이슬람 세계의 정보들을 수집하기 위해서 당나라가 보낸 첩자였을지도...

## 같이 보기
- 《대당서역기》
- 《왕오천축국전》